# Cuéllar, Mexiko
Cuéllar är en ort i Mexiko.   Den ligger i kommunen Salinas och delstaten San Luis Potosí, i den centrala delen av landet, 500 km nordväst om huvudstaden Mexico City. Cuéllar ligger 2 100 meter över havet och antalet invånare är 120.
Terrängen runt Cuéllar är lite kuperad, och sluttar österut. Runt Cuéllar är det glesbefolkat, med 13 invånare per kvadratkilometer. Närmaste större samhälle är Salinas de Hidalgo, 11,4 km söder om Cuéllar. Omgivningarna runt Cuéllar är i huvudsak ett öppet busklandskap.